# Pharsalia jaccoudi
Pharsalia jaccoudi är en skalbaggsart som beskrevs av Stefan von Breuning 1982. Pharsalia jaccoudi ingår i släktet Pharsalia och familjen långhorningar. Inga underarter finns listade i Catalogue of Life.